# Colom muntanyenc de les Salomó
El colom muntanyenc de les Salomó (Gymnophaps solomonensis) és una espècie d'ocell de la família dels colúmbids (Columbidae) que habita boscos de les Illes Salomó.